# Mohanad Ali
Mohanad Ali Kadhim Al-Shammari (tiếng Ả Rập: مهند علي كاظم الشمري, sinh ngày 20 tháng 6 năm 2000 tại Baghdad), là một cầu thủ bóng đá người Iraq chơi ở vị trí tiền đạo cho câu lạc bộ Al-Duhail và đội tuyển quốc gia Iraq.

## Sự nghiệp quốc tế

### Ra sân quốc tế
| 2017 | 1  | 0  |
| 2018 | 10 | 6  |
| 2019 | 17 | 8  |
| 2020 | 2  | 1  |
| 2021 | 7  | 2  |
| 2022 | 0  | 0  |
| 2023 | 3  | 1  |
| 2024 | 8  | 2  |
| Tổng | 48 | 20 |

### Bàn thắng quốc tế
Bàn thắng và kết quả của Iraq được để trước.
| #   | Ngày                 | Địa điểm                                               | Đối thủ     | Bàn thắng | Kết quả | Giải đấu                      |
| --- | -------------------- | ------------------------------------------------------ | ----------- | --------- | ------- | ----------------------------- |
| 1.  | 28 tháng 1 năm 2018  | Basra Sports City, Basra, Iraq                         | Ả Rập Xê Út | 3–0       | 4–1     | Giao hữu                      |
| 2.  | 28 tháng 1 năm 2018  | Basra Sports City, Basra, Iraq                         | Ả Rập Xê Út | 4–1       | 4–1     | Giao hữu                      |
| 3.  | 27 tháng 3 năm 2018  | Basra Sports City, Basra, Iraq                         | Syria       | 1–0       | 1–1     | Giao hữu                      |
| 4.  | 10 tháng 9 năm 2018  | Sân vận động Ali Sabah Al-Salem, Farwaniya, Kuwait     | Kuwait      | 1–0       | 2–2     | Giao hữu                      |
| 5.  | 15 tháng 10 năm 2018 | Sân vận động Đại học Nhà vua Saud, Riyadh, Ả Rập Xê Út | Ả Rập Xê Út | 1–0       | 1–1     | Giao hữu                      |
| 6.  | 24 tháng 12 năm 2018 | Sân vận động Suheim bin Hamad, Doha, Qatar             | Trung Quốc  | 2–1       | 2–1     | Giao hữu                      |
| 7.  | 8 tháng 1 năm 2019   | Sân vận động Thành phố Thể thao Zayed, Abu Dhabi, UAE  | Việt Nam    | 1–1       | 3–2     | AFC Asian Cup 2019            |
| 8.  | 12 tháng 1 năm 2019  | Sân vận động Sharjah, Sharjah, UAE                     | Yemen       | 1–0       | 3–0     | AFC Asian Cup 2019            |
| 9.  | 26 tháng 3 năm 2019  | Basra Sports City, Basra, Iraq                         | Jordan      | 3–1       | 3–2     | Giao hữu                      |
| 10. | 5 tháng 9 năm 2019   | Sân vận động Quốc gia Bahrain, Riffa, Bahrain          | Bahrain     | 1–1       | 1–1     | Vòng loại FIFA World Cup 2022 |
| 11. | 10 tháng 10 năm 2019 | Basra Sports City, Basra, Iraq                         | Hồng Kông   | 1–0       | 2–0     | Vòng loại FIFA World Cup 2022 |
| 12. | 15 tháng 10 năm 2019 | Sân vận động Olympic, Phnôm Pênh, Campuchia            | Campuchia   | 2–0       | 4–0     | Vòng loại FIFA World Cup 2022 |
| 13. | 14 tháng 11 năm 2019 | Sân vận động Quốc tế Amman, Amman, Jordan              | Iran        | 1–0       | 2–1     | Vòng loại FIFA World Cup 2022 |
| 14. | 5 tháng 12 năm 2019  | Sân vận động Abdullah bin Khalifa, Doha, Qatar         | Bahrain     | 1–0       | 2–2     | Arabian Gulf Cup 24th         |
| 15. | 17 tháng 11 năm 2020 | Sân vận động Maktoum bin Rashid Al Maktoum, Dubai, UAE | Uzbekistan  | 1–1       | 2–1     | Giao hữu                      |
| 16. | 29 tháng 5 năm 2021  | Sân vận động Al Fayhaa, Basra, Iraq                    | Nepal       | 5–2       | 6–2     | Giao hữu                      |
| 17. | 7 tháng 6 năm 2021   | Sân vận động Al Muharraq, Arad, Bahrain                | Campuchia   | 1–0       | 4–1     | Vòng loại FIFA World Cup 2022 |
| 18. | 21 tháng 11 năm 2023 | Sân vận động Quốc gia Mỹ Đình, Hà Nội, Việt Nam        | Việt Nam    | 1–0       | 1–0     | Vòng loại FIFA World Cup 2026 |
| 19. | 15 tháng 1 năm 2024  | Sân vận động Ahmed bin Ali, Al Rayyan, Qatar           | Indonesia   | 1–0       | 3–1     | AFC Asian Cup 2023            |
| 20. | 21 tháng 3 năm 2024  | Basra Sports City, Basra, Iraq                         | Philippines | 1–0       | 1–0     | Vòng loại FIFA World Cup 2026 |